# 1992 ED17
1992 ED17 är en asteroid i huvudbältet som upptäcktes den 1 mars 1992 av UESAC vid La Silla-observatoriet.